# Grido nella foresta
Grido nella foresta (A Cry in the Wild) è un film del 1990 diretto da Mark Griffiths. 
Ha avuto tre sequel: Un'avventura molto pericolosa, La leggenda del lupo bianco e L'ululato del lupo bianco.

## Trama
Nella regione dello Yukon si verifica un incidente aereo dal quale rimane illeso solamente il tredicenne Brian Rubinson.
Il ragazzo dovrà con le proprie forze procurarsi il necessario per la sopravvivenza e contemporaneamente tenere a bada gli animali feroci del bosco.